# Adolf Sprung
Adolf Wichard Friedrich Sprung (* 5. Juni 1848 in Kleinow; † 16. Januar 1909 in Potsdam) war ein deutscher Meteorologe.

## Leben
Nach dem Studium der Naturwissenschaften an der Universität Leipzig promovierte Sprung 1876 mit der Dissertationsschrift Experimentelle Untersuchungen über die Flüssigkeitsreibung bei Salzlösungen. Im August desselben Jahres wurde er Praktikant und am 1. November 1880 Assistent an der Deutschen Seewarte in Hamburg. Mit der Konstruktion innovativer Mess- und Registrierapparate und seinem im Auftrag der Seewarte verfassten Lehrbuch der Meteorologie fand er frühe Anerkennung in der Fachwelt. Am 1. April 1886 wurde Sprung zum wissenschaftlichen Oberbeamten am Königlich Preußischen Meteorologischen Institut in Berlin berufen, das von seinem neuen Direktor Wilhelm von Bezold gerade reorganisiert wurde. Sprung wurde die Leitung der Abteilung III (Instrumente) übertragen. Von 1892 bis zu seinem Tod war er Vorsteher des meteorologisch-magnetischen Observatoriums auf dem Potsdamer Telegraphenberg, dessen Bau er schon seit 1888 beaufsichtigt hatte.

## Leistung

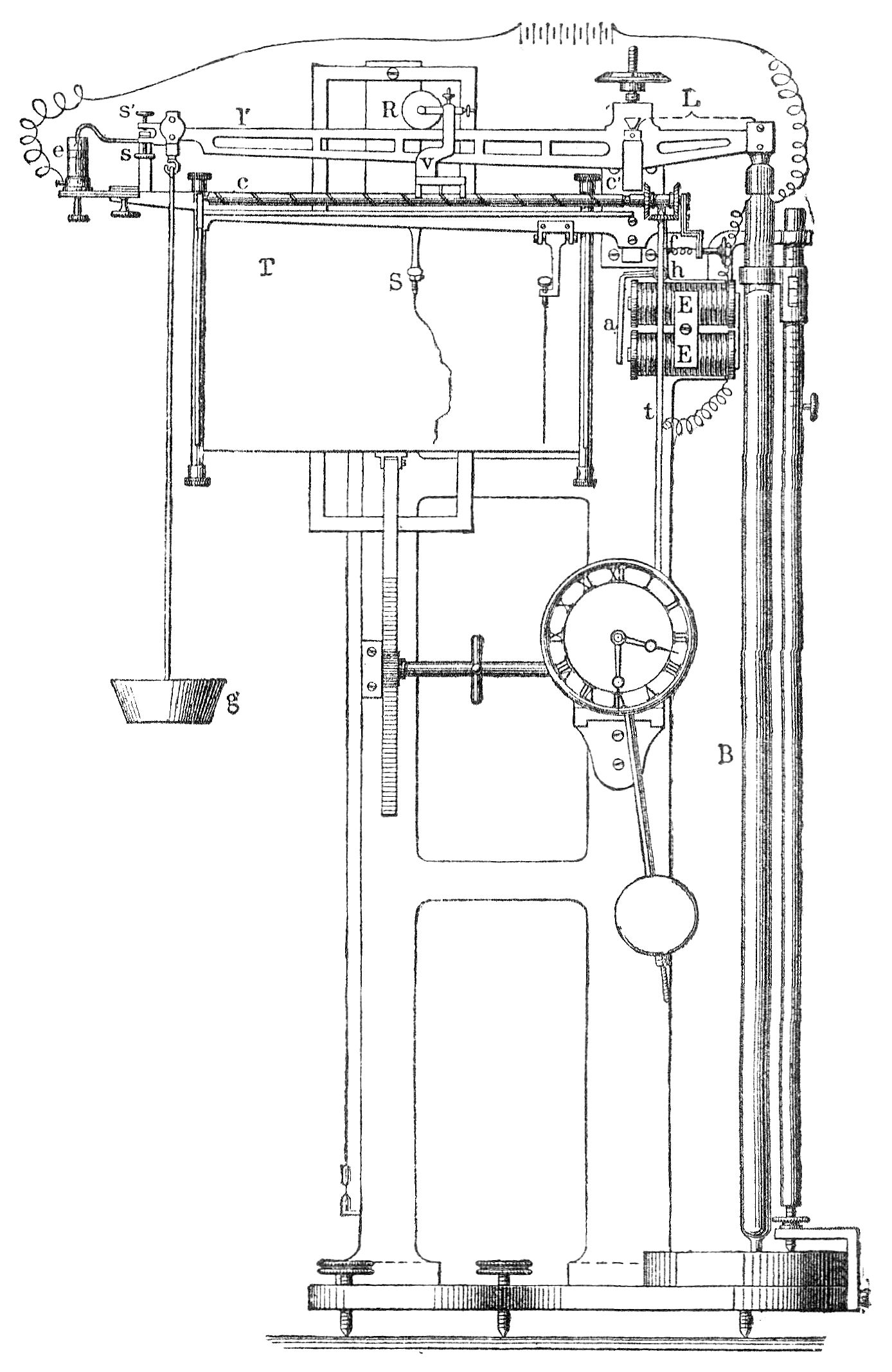
Laufgewichtsbarograph nach Sprung und Fuess

Adolf Sprung verfasste eine Vielzahl wissenschaftlicher Aufsätze in verschiedenen Fachzeitschriften. Darunter befinden sich theoretische Abhandlungen ebenso wie Berichte über Wetterbeobachtungen und detaillierte Beschreibungen der Konstruktion wissenschaftlicher Geräte. Von besonderer Bedeutung ist sein 1885 erschienenes Lehrbuch der Meteorologie, in dem er die Meteorologie im engeren Sinne als eine Wissenschaft beschreibt, die „die atmosphärischen Vorgänge als solche untersucht und dieselben auf physikalisch-mechanische Gesetze zurückzuführen sich bemüht“. Durch diesen modernen Ansatz unterschied es sich von den älteren, rein beschreibenden Werken von Ludwig Friedrich Kämtz oder Ernst Erhard Schmid (1815–1885).
Auf Sprung gehen zahlreiche wissenschaftliche Geräte zurück. Er konstruierte unter anderem den Laufgewichtsbarographen, einen mechanischen Anemografen, einen Thermobarografen mit Laufgewicht, einen Wolkenspiegel, einen registrierenden Regenmesser und einen photogrammetrischen Wolkenautomaten. Im Berliner Feinmechaniker Rudolf Fuess fand er einen Partner, der Sprungs Ideen adäquat umsetzte.
Auf Adolf Sprung geht die Psychrometerformel (Sprungsche Formel) zurück, mit deren Hilfe man den Wasserdampfpartialdruck der Luft aus den Temperaturen des trockenen und des feuchten Thermometers eines Psychrometers und dem Sättigungsdampfdruck berechnen kann. Mit ihrer Hilfe wurden Psychrometertafeln erstellt, aus der die relative Feuchte der Luft und der Taupunkt in Abhängigkeit von den beiden Temperaturen bestimmt werden können.

## Werke (Auswahl)
- Lehrbuch der Meteorologie, Hoffmann und Campe, Hamburg 1885
- Zur meteorologischen Photogrammetrie. In: Meteorologische Zeitschrift 9, 1892, S. 241ff